# Alexandre N'Kembe
Alexandre N'Kembe (né le 1er avril 1979 à Paris) est un joueur de basket-ball franco-camerounais. Membre de l'équipe nationale de basket-ball du Cameroun, N'Kembe a participé avec cette équipe au Championnat d'Afrique de basket-ball 2007, où il a remporté une médaille d'argent.